# Brad Tandy
Bradley Edward Tandy, detto Brad (Ladysmith, 2 maggio 1991), è un ex nuotatore sudafricano. Ha rappresentato il Sudafrica ai Giochi olimpici estivi di Rio de Janeiro 2016 concludendo al sesto posto nella finale dei 50 metri stile libero.

## Palmarès
- Mondiali in vasca corta

Hangzhou 2018: bronzo nei 50m sl.
- Giochi del Commonwealth

Gold Coast 2018: argento nei 50m sl e bronzo ai 4x100m misti.
- Giochi panafricani

Casablanca 2019: oro nella staffetta mista 4x100m sl e bronzo nei 50m sl.

## International Swimming League
| Stagione 2019     | Stagione 2020    |
| ----------------- | ---------------- |
| New York Breakers | Tokyo Frog Kings |